# Хор (архитектура)
Хор (греч. χορός — хор, хоровод, групповой танец) — изначально, в Древней Греции — единение танцующих, совместная пляска и пение, обычно в честь  Диониса. Затем площадка для таких танцев. В раннехристианских храмах — пространство перед главным престолом, обычно справа от алтаря, где помещался хор певчих. Их называли схолиями (лат. schola cantorum — место для певчих). Позднее привилось греческое название: хор. В итальянских храмах XII—XIV веков схолии, или хор, стали помещать посередине нефа (в зависимости от ориентации апсиды в западной или восточной части). Например, в церкви  Сан-Клементе в Риме огороженный невысокой мраморной стенкой хор занимает западную часть нефа (алтарь этой церкви по раннехристианской традиции обращён на запад). Внутри — деревянные скамьи для клира, а по сторонам — лекториум и кафедра. В одной из древнейших базилик Рима — Санта-Мария-ин-Козмедин хор также размещён в центре главного нефа.
Такое расположение получило развитие в крупных западноевропейских соборах, где хор обычно занимает большую часть нефа — от средокрестия до алтаря. Он огорожен от прихожан оградой, решёткой или высокими спинками кресел священнослужителей, как, например, в соборе  Нотр-Дам в Париже или в церкви Санта-Мария-Глорьоза-дей-Фрари  в Венеции. Проход к малым алтарям — апсидиолам — осуществляется по обходной галерее — деамбулаторию. Известны и оригинальные композиции. Например, в  церкви Сан-Миниато-аль-Монте во Флоренции хор вместе с пресбитерием (1207) приподнят на колоннах и образует второй этаж (антресоль) алтарной части церкви, там же находится амвон (кафедра), или пульпит (от лат. pulpitum — помост, подмостки). Под пресбитерием имеется вход в крипту храма. Позднее совмещение хора с пресбитерием (пресвитерием) стало обычным, поэтому со временем хором стали называть всю восточную часть храма, отделённую от западной  леттнером.
В древнерусской архитектуре хоры, или пола́ти, —  верхняя открытая галерея  или балкон внутри западной части церкви (обычно на уровне второго этажа).